# Gerhart Schirmer
Gerhart Schirmer (* 9. Januar 1913 in Chemnitz; † 5. September 2004 in Lauf) war ein deutscher Luftwaffenoffizier.

## Leben
Schirmer trat am 6. April 1932 in den Polizeidienst Sachsen. Am 1. Oktober 1934 zum Leutnant befördert, wechselte er am 1. September 1935 zur Luftwaffe. Nach der Flugzeugführerausbildung wurde er am 1. März 1936 Staffelkapitän einer technischen Kompanie in Oldenburg (Oldb). Seit Oktober 1937 Oberleutnant, wurde er am 1. Dezember 1937 Kompaniechef 5./FliegerAusbRgt 62 in Quedlinburg.
Nach anderthalb Jahren zu den Fallschirmjägern versetzt, war er ab 1. Mai 1939 Kompaniechef 6./Fallschirmjäger-Regiment 2 (der Luftwaffe) in Tangermünde. Eingesetzt wurde er auf dem Militärflugplatz Valkenburg, beim Überfall auf Polen, als Hauptmann im Juni/Juli 1940 in Norwegen (Unternehmen Weserübung).
Für seinen Einsatz am Kanal von Korinth Ende April 1941 erhielt er das Ritterkreuz des Eisernen Kreuzes. Im Mai 1941 führte er im Unternehmen Merkur (Kreta) das II. Bataillon seines Regiments (FschJgReg 2).
Im Deutsch-Sowjetischen Krieg kam er im November 1941 an den Mius. Ein Jahr später kam er als Bataillonskommandeur im Fallschirmjäger-Regiment 5 nach Tunesien. Seit Februar 1943 Führer des Regiments, wurde er am 1. Juni 1943 zum Major befördert und bis November 1943 nach Italien beordert (siehe Italienfeldzug (Zweiter Weltkrieg)). Am 1. Januar 1944 wurde er zum Oberstleutnant befördert und zum Regimentskommandeur des Fallschirmjäger-Regiments 16 ernannt. Von Juli bis November 1944 kämpfte er in Litauen und Ostpreußen. Am 18. November 1944 wurde ihm das Eichenlaub zum Ritterkreuz verliehen (657. Verleihung). Am 1. Februar 1945 wurde er Erster Generalstabsoffizier der 1. Fallschirmjäger-Division.
1945 geriet er bei Hamburg in englische Kriegsgefangenschaft. Auf dem Weg nach Magdeburg Ende Mai 1945 wurde er von der Roten Armee verhaftet und in die Burg Tangermünde verbracht. Von dort wurde er in das Speziallager Sachsenhausen überführt. Im Januar 1950 kam er in die Zentrale Untersuchungshaftanstalt der sowjetischen Geheimpolizei, das Stasi-Gefängnis und die nachmalige  Gedenkstätte Berlin-Hohenschönhausen. Im September 1950 von der Sonderberatung zu dreimal 25 Jahren Zwangsarbeit verurteilt, kam er im Oktober 1950 in das Arbeitslager Workuta. Zu arbeiten hatte er in Schacht 1, 11 und 40. Am 12. Januar 1956 kehrte er nach Westdeutschland zurück.
Seit dem 1. Dezember 1956 Offizier der Bundeswehr, war er vom 1. Mai 1957 bis zum 31. Oktober  1962 Kommandeur der Luftlande-Kampfgruppe A9, aus der die Luftlandebrigade 25 hervorging. Am 1. April 1959 zum Oberst befördert, war er ab 1. November 1962 Kommandeur vom Heeresfliegerkommando 2 in Ulm und Laupheim. Zuletzt war er vom 1. November 1968 bis zum 31. März 1971 Kommandeur des Verteidigungsbezirkskommandos 51 (Stuttgart).

## Werke
- Sachsenhausen – Workuta. Zehn Jahre in den Fängen der Sowjets. Grabert-Verlag, Tübingen 1992, ISBN 3-87847-126-2. Digitalisat